# 鹿尾川
鹿尾川（かのおがわ）は、長崎半島北西部の戸町・小ヶ倉・土井首地区を流れ、長崎湾南部へ注ぐ二級河川である。流域は長崎県長崎市に属する。上流と下流に二つのダムがあり、長崎市街地南部の上水道用水確保のために利用されている。

## 流域
長崎半島北部の隆起準平原のうち、星取山（標高270m）・唐八景（標高307m）・戸町岳（標高427m）・熊ヶ峰（標高569m）・兜岳（標高462m）に囲まれた西向きの斜面を流域とする。本流は大きくS字を描く。
本流は戸町岳東側の烏帽子岩から流れ出し、V字谷を作って北西方向へ流れ下る。V字谷が開けた地点には大正15年（1926年）に小ヶ倉水源池が作られた。
小ヶ倉水源池を出た水は、盆地に開かれた上戸町の住宅地に入り、南西へ流路を変える。川は小ヶ倉団地・ダイヤランドの東側へ外れ、住宅地から再び森林の中へ入る。ここに昭和62年（1987年）に鹿尾ダムが作られた。
鹿尾ダム以降も、両岸は森林に覆われた険しい谷が続くが、流れは緩やかである。三和町・磯道町では両岸が再び住宅地となる。長崎湾に注ぐ河口域は埋立・浚渫が進み、両岸は商工業用地として利用されている。
流域は森林と都市部が交互に連なり、多様な環境が形成されている。源流から小ヶ倉水源池周辺の森林は「市民の森」（長崎市民の森）の一部でもある。また流域各地にゲンジボタル生息地も点在する。河口近くの幅の広い護岸内には、干潮時に砂泥干潟が広がる。

## 治水の歴史
鹿尾川の水は長崎市街地南部および伊王島の上水道用・工業用として古くから取水されてきた。しかし鹿尾川はそれほど大きい川ではなく、渇水と洪水を繰り返していたため、水道水の安定確保が困難だった。大正9年（1920年）に小ヶ倉水源池の建設が始まり、6年の歳月と518万円の建設費をかけて大正15年（1926年）に完成した。
昭和57年（1982年）7月23日の長崎大水害時には、小ヶ倉水源池下流の曲流部で氾濫して水流が直進し、上戸町の住宅地が被害に遭った。その後は流域全域で河川改修が行われると共に、長崎市水道第7回拡張事業の一環で多目的ダムである鹿尾ダムの建設が進められ、昭和62年（1987年）に完成した。さらに小ヶ倉水源池の水位を一定にするための洪水吐トンネルも作られた。

### 関連施設
小ヶ倉水源池/小ヶ倉ダム（こがくらすいげんち/こがくらだむ）
大正15年（1926年）に完成した長崎市直営の上水道用ダム。堤高40m・堤頂長136m・総貯水量205.4万tの重力式コンクリートダムである。
鹿尾ダム（かのおだむ）
昭和62年（1987年）に完成した多目的ダム。堤高34.6m・堤頂長88m・総貯水量114万tの重力式コンクリートダムである。
洪水吐トンネル
径6.9m・長さ354.5mの水路。戸町岳山腹に掘削されており、小ヶ倉水源池と鹿尾ダムを繋ぐ。